# Guruieni
Guruieni – wieś w Rumunii, w okręgu Teleorman, w gminie Măgura. W 2011 roku liczyła 945 mieszkańców.